# Valkó László
Valkó László (Kaposvár, 1946. május 15. –) Munkácsy Mihály-díjas (1999) magyar képzőművész, festő- és grafikusművész, pedagógus, egyetemi tanár.

## Életpályája
1960–1964 között a Pécsi Művészeti Gimnázium diákja volt. 1966–1970 között a Magyar Képzőművészeti Egyetem hallgatója volt festő és sokszorosító grafika szakon; tanárai Bernáth Aurél és Iván Szilárd voltak. 1972-től kiállító művész. 1974–1999 között a Pécsi Művészeti Gimnázium rajz-festő szakos oktatója volt. 1991–2016 között a Pécsi Tudományegyetem Művészeti Karának egyetemi tanára volt. 1997-től a Magyar Festők Társaságának tagja.

## Kiállításai
| - 1974 Budapest, Pécs - 1976, 1986, 1990, 1995, 1998-1999, 2003, 2009, 2013, 2018 Pécs - 1977, 1990, 1997, 2010, 2016 Budapest - 1979 Szabadka, Újvidék - 1980 Lipcse - 1982 Lahti - 1983 Boglárlelle - 1985 Komló - 1987, 2004 Kaposvár - 1989 Szigetvár, NSZK - 1991 Miskolc - 1995 Pécsvárad - 2001 Zalaegerszeg - 2002 Győr - 2013 Zsolnay Negyed, Pécs | - 1972-1977, 1979-1982, 1984, 1988-1989, 1991, 1993, 1997, 1999, 2002-2008, 2011-2012 Budapest - 1974 Szob, Pécs - 1975 Szabadka, Miskolc - 1976 Pécs, Kaposvár - 1977, 1980, 2005 Székesfehérvár - 1978 Berlin, Krakkó - 1979 Moszkva, Varsó, Lipcse, Berlin - 1980 Hatvan, Pécs, Berlin, Krakkó - 1981 Brüsszel, Graz, Bázel, Miskolc - 1982, 1988, 1990 Salgótarján - 1983, 1992, 2009 Graz - 1984-1985, 1988, 1995-1996, 2002, 2007, 2011–2012, 2015 Pécs - 1986 Hódmezővásárhely - 1987, 1996, 2000 Kaposvár - 1989, 2003 Szeged - 1994, 1999 Szekszárd - 1998 Krakkó - 2001 Kecskemét, Balatonföldvár, Szentendre, Zágráb, Eszék - 2002 Miskolc, Stockholm, Krakkó - 2006, 2008, 2011 Miskolc - 2010 Prága, Bécs - 2011 Baja, Szentendre - 2014 Zágráb - 2015 Szentendre - 2017 Szombathely - 2019 Balatonalmádi |

## Művei
| - Test (1975, 1987-1988) - Transzponáció I.-II. (1981) - 259. sz. élelmiszerbolt (1981) - Önarcképvariációk III. (1982) - Kossuth utca (1984) - K. Z. portréja (1985) - Fej (1986) - Kötelék (1987) - Kaddis (1988-1989) - Oszlop (1988) - Siratófal (1990) - Zuhatag (1993) - Kaddis I. (1994) - A kapu előtt (1995-2000) - Megégett (1996) - Befelé (1996) - Relief (1998) - Töredék (1998) - A szellem pajzsa (1998) - Kék gyűrt (1998) - Tört kezek (1998) - Kéz-mező (1999) - Tálesz (1999) - Emlékmű (2001) - Hatszázezer kő (2002) - Kesztyűk (2003) - Szobor (2003) - A Tározó I.-II. (2003) - Triptichon (2005) - Tubusok (2005) - Zoknik emlékműve (2005) - Nagy harisnyatározó (2005) - Áldozatok emlékére '56 (2006) - Magyar föld (2006) - Szürke tározó (2006) - Csobbanás (2006) | - Folyamat (1975, 1980) - Michelangelo emlékére (1975) - Emlékműterv (1975) - Nyomok (1976) - Alföldi táj (1976) - Föld (1977) - 1968, 1980 (1980) - Rekonstrukció (1980) - Föld-táj II. (1981) - Gyűrt figurák (1981) - Emlékműterv I.-II. (2001) - Kövek és kezek (2002) - Kezek (2002) - Éjszaka I. (2003) - Tározó III. (2004) - Reggel (2004) - Meglepetés a medencében (2005) - Ingek (2006) |

## Díjai
- SZOT-díj (1974, 1977)
- A Dunántúli Tárlat Nívódíja (1981)
- Baranya megyei Tárlat fődíja (1982)
- V. Dunántúli Tárlat nagydíja (1984)
- VII. Dunántúli Tárlat nívódíja (1990)
- Kolbe-díj (1995)
- Pécs díszpolgára (1996)[2]
- Pro Civitate díj (1996)[3]
- Munkácsy-díj (1999)[3]